# 비나 말리크
비나 말리크(우르두어: وینا ملک, 영어: Veena Malik, 1984년 2월 26일 ~ )는 파키스탄의 배우, 모델, 사회자이다. 2002 니가르상 여우조연상 수상자이다.